# Gondiswil
Gondiswil, Mundart Gumiswil, ist eine politische Gemeinde im Verwaltungskreis Oberaargau des Kantons Bern in der Schweiz. Unter dem Namen existiert neben der Einwohnergemeinde auch eine Burgergemeinde.

## Geographie
Gondiswil liegt im Oberaargau im Schweizer Mittelland. Die Nachbargemeinden sind Huttwil, Auswil, Madiswil, Reisiswil, Melchnau, Grossdietwil, Fischbach, Zell und Ufhusen.

## Bevölkerung
| Bevölkerungsentwicklung | Bevölkerungsentwicklung |
| Jahr                    | Einwohner               |
| ----------------------- | ----------------------- |
| 1764                    | 694                     |
| 1850                    | 1422                    |
| 1900                    | 1008                    |
| 1950                    | 958                     |
| 2000                    | 734                     |
| 2010                    | 713                     |
| 2023                    | 718                     |

Die Gemeinde ist stark von Abwanderung betroffen, verursacht durch die Krise im Agrarsektor, dem wichtigsten Wirtschaftsfaktor der Gemeinde.

## Bildung
Der Kindergarten und die Primarschule werden zusammen mit Reisiswil geführt. Der Kindergarten befindet sich in Reisiswil, die Primarschule in Gondiswil. Für die Kindergartenkinder besteht ein Schulbus.

## Wirtschaft
Die Gemeinde ist stark bäuerlich geprägt, 66 % der Betriebe sind Bauernhöfe. In Gondiswil wird das Kugelbahnsystem Cuboro hergestellt.

## Verkehr
Gondiswil liegt zwar an der Bahnlinie Wolhusen–Huttwil und besass eine Haltestelle; diese wird aber seit Dezember 2009 mangels genügender Passagierfrequenz nicht mehr bedient. Dafür fährt schon seit Dezember 2004 ein sogenannter Bürgerbus von Gondiswil nach Huttwil. Dieser figuriert aber nicht im offiziellen Kursbuch.

## Geschichte

Luftbild von Gondiswil, Ärbolligen und Rohrbach aus 3000 m von Walter Mittelholzer (1923)

1894 wurde beim Bau der Bahnlinie Schieferkohle gefunden. Von 1918 bis 1919 fand ein beschränkter Kohleabbau statt, doch die Flöze waren zu klein, und die Grube stürzte ein, worauf ein kleiner See entstand. Im Zweiten Weltkrieg wurde nochmals Kohle abgebaut. 
Anfang des 20. Jahrhunderts wanderten viele Bauern wegen des Berner Erbrechtes (Minorat) ins Säuliamt aus, wo sie Höfe von Bauern kauften, die finanziell vor dem Ruin standen. Einige Gondiswiler Bauern zogen nach Ottenbach.
Der Gondiswiler Johann Schär (1855–1938) fotografierte während Jahrzehnten Menschen in und um die Gemeinde.

## Bilder

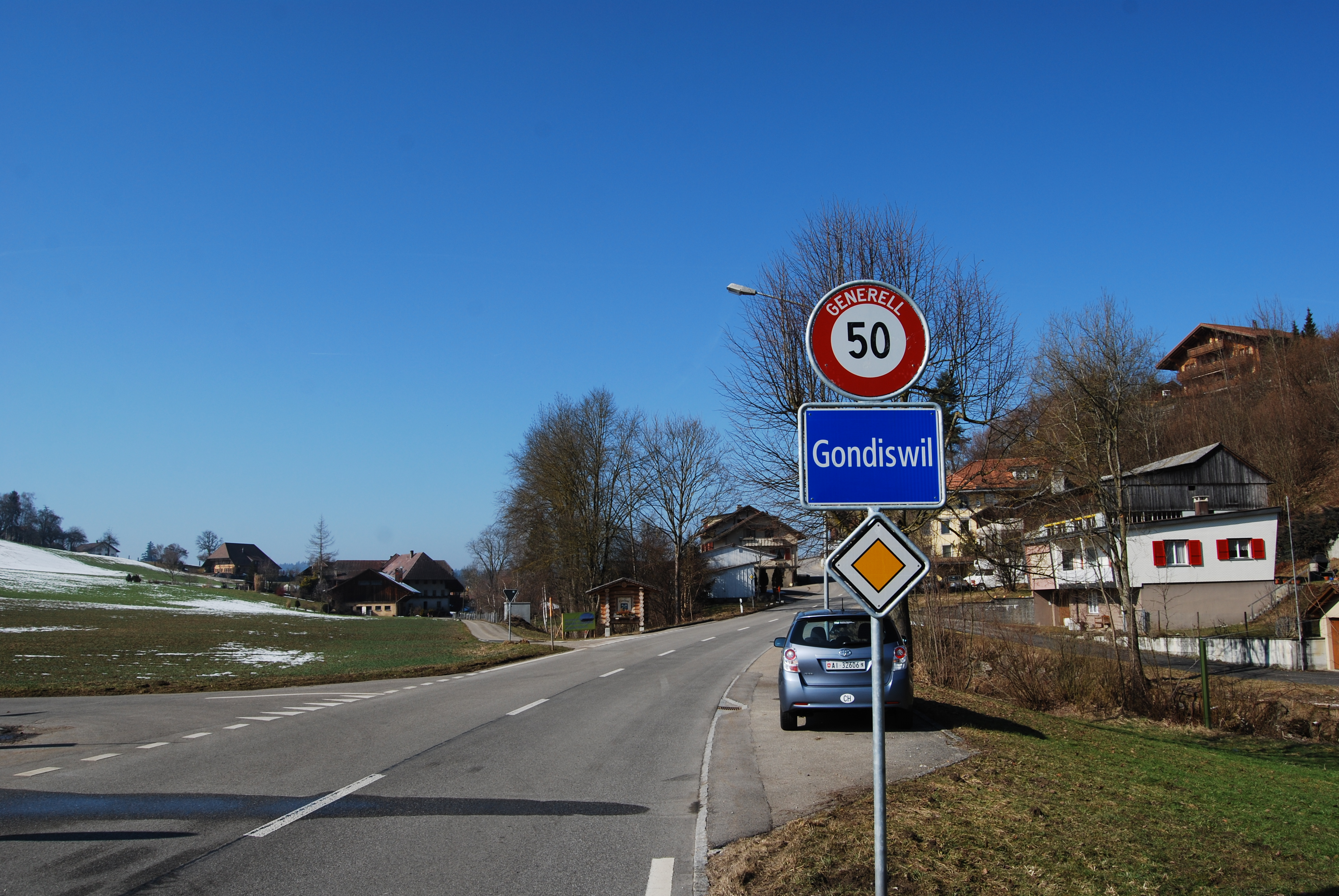
Dorfeingang
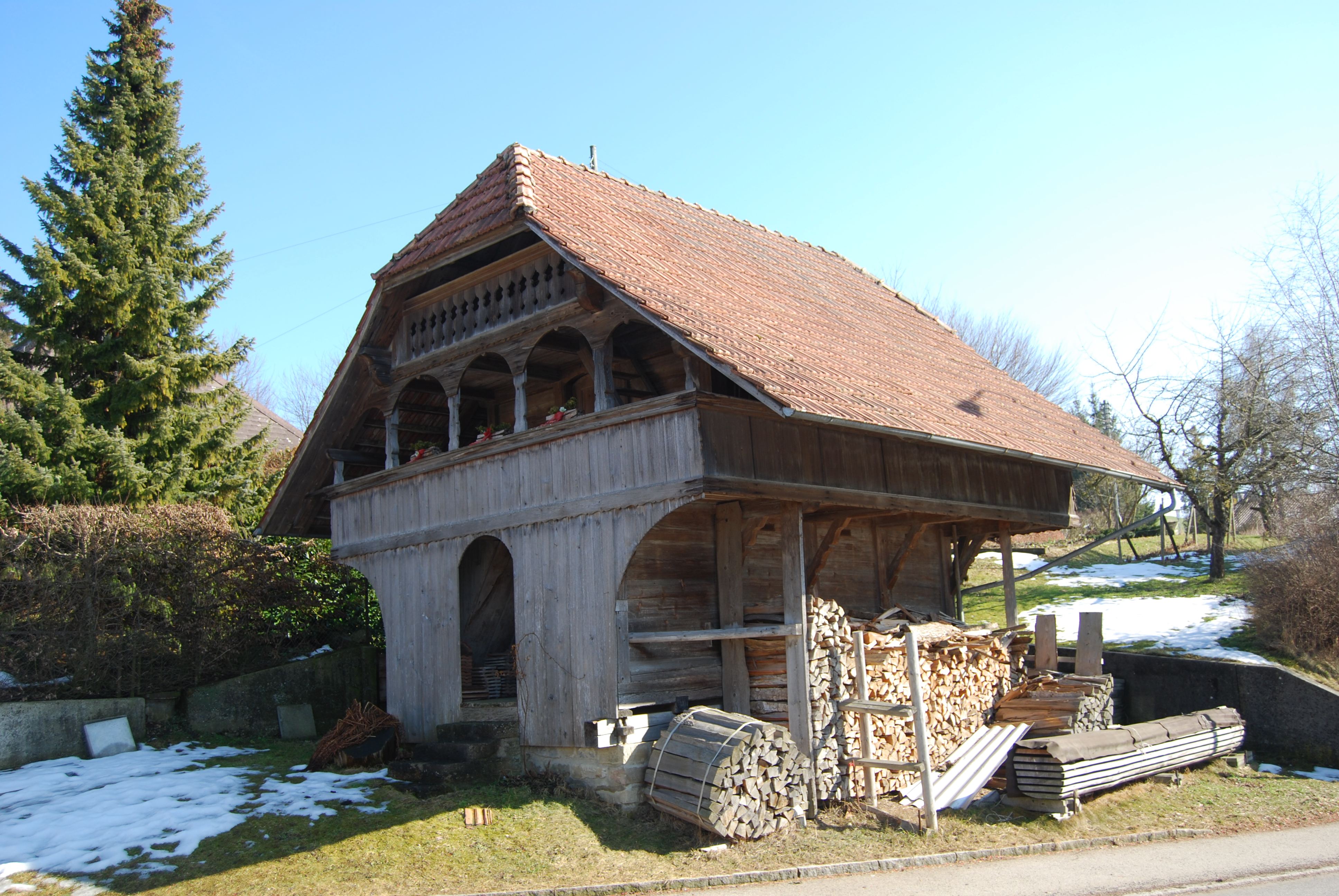
Historischer Kornspeicher
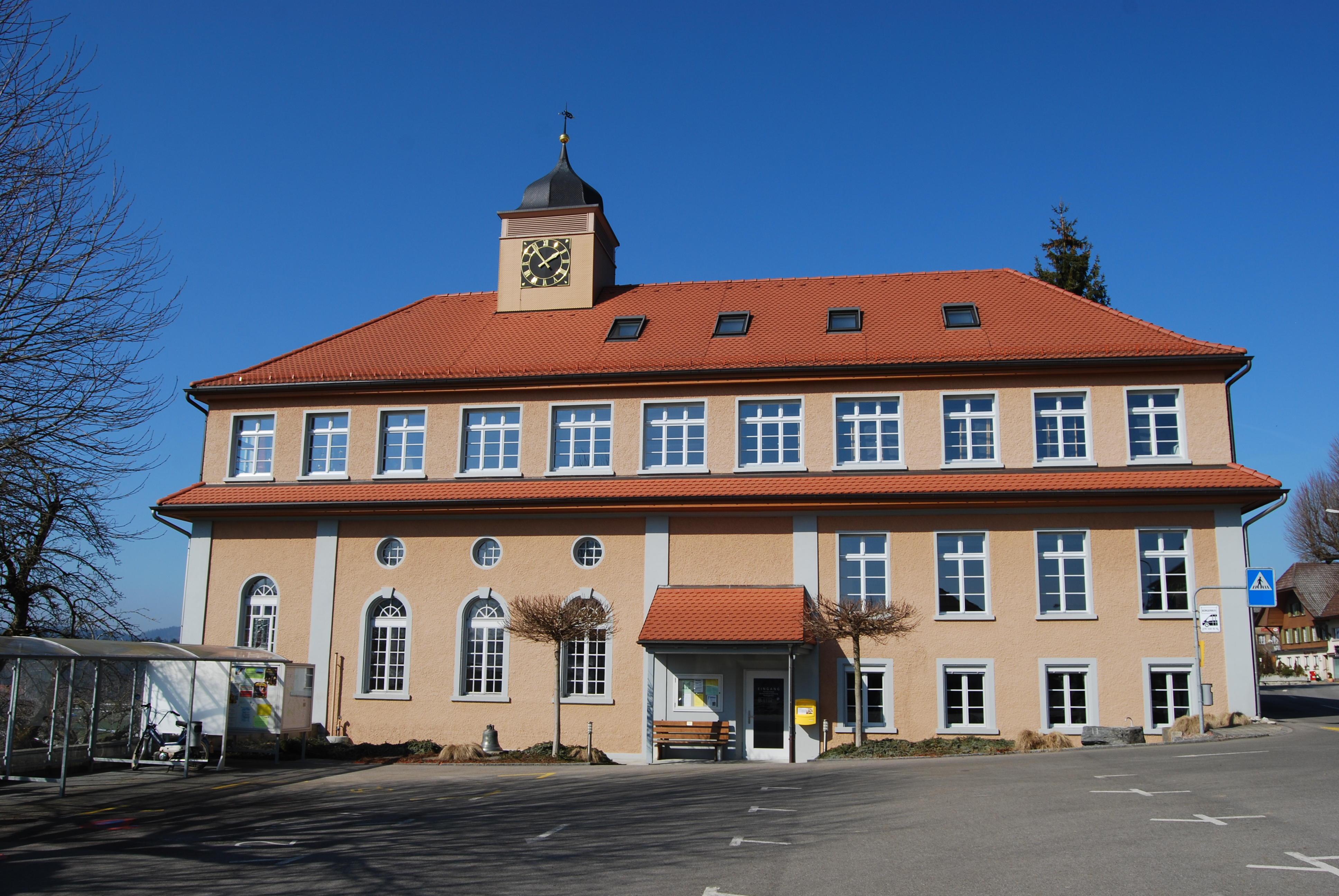
Reformierte Kirche, Gemeindehaus und Poststelle von Gondiswil
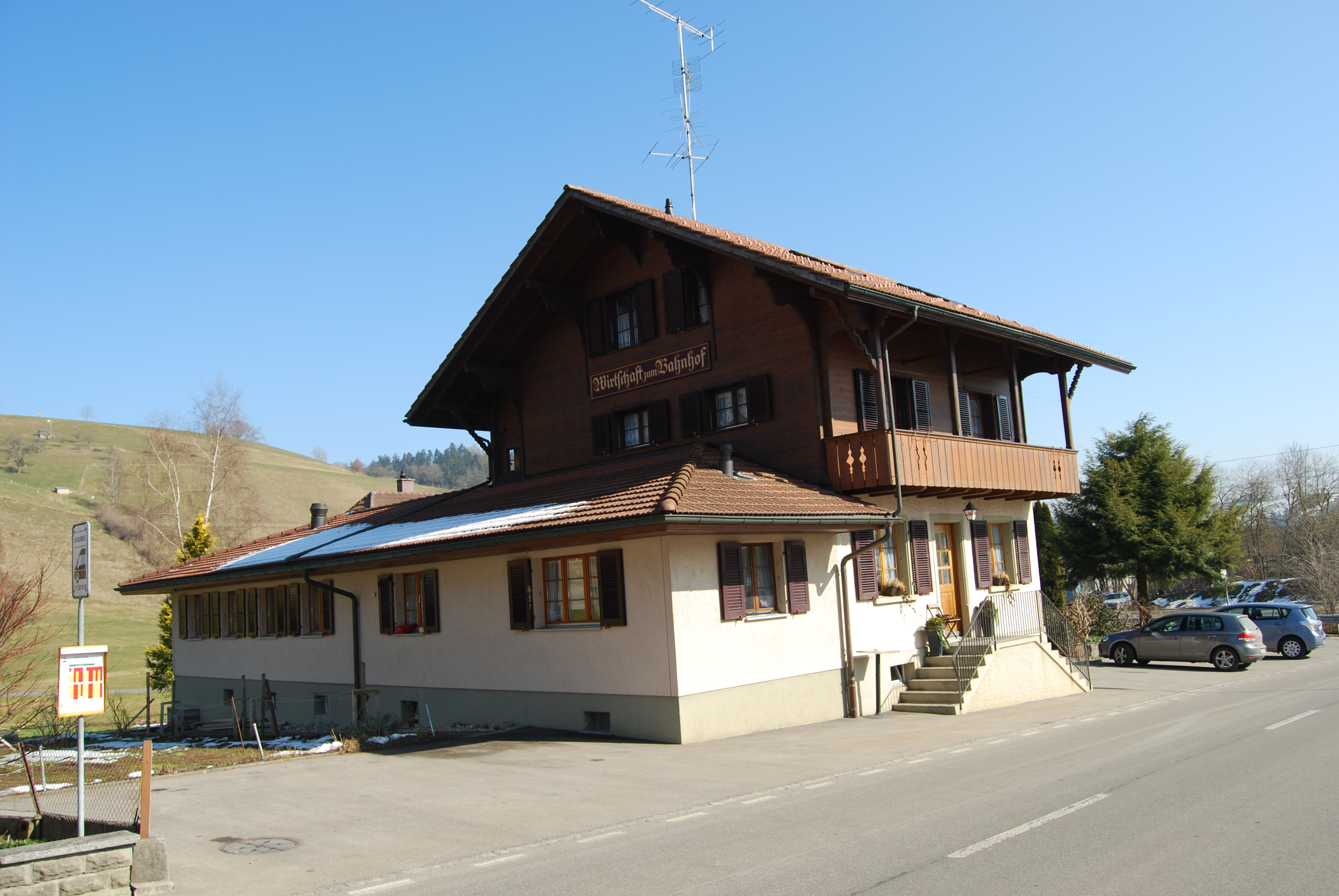
Wirtschaft «zum Bahnhof» in Haltestelle
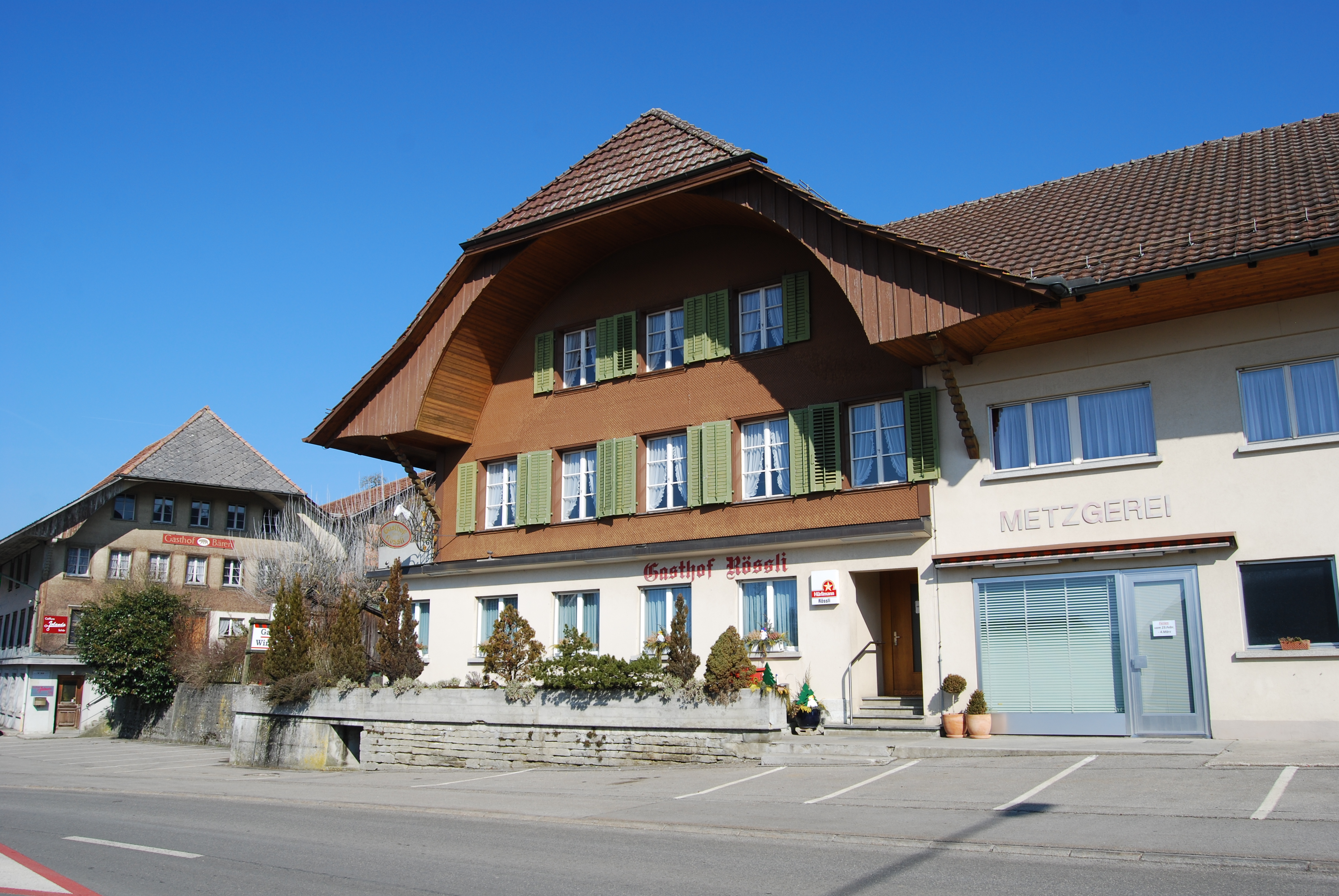
«Rössli» Gondiswil